# Stanisław Biel (rektor)

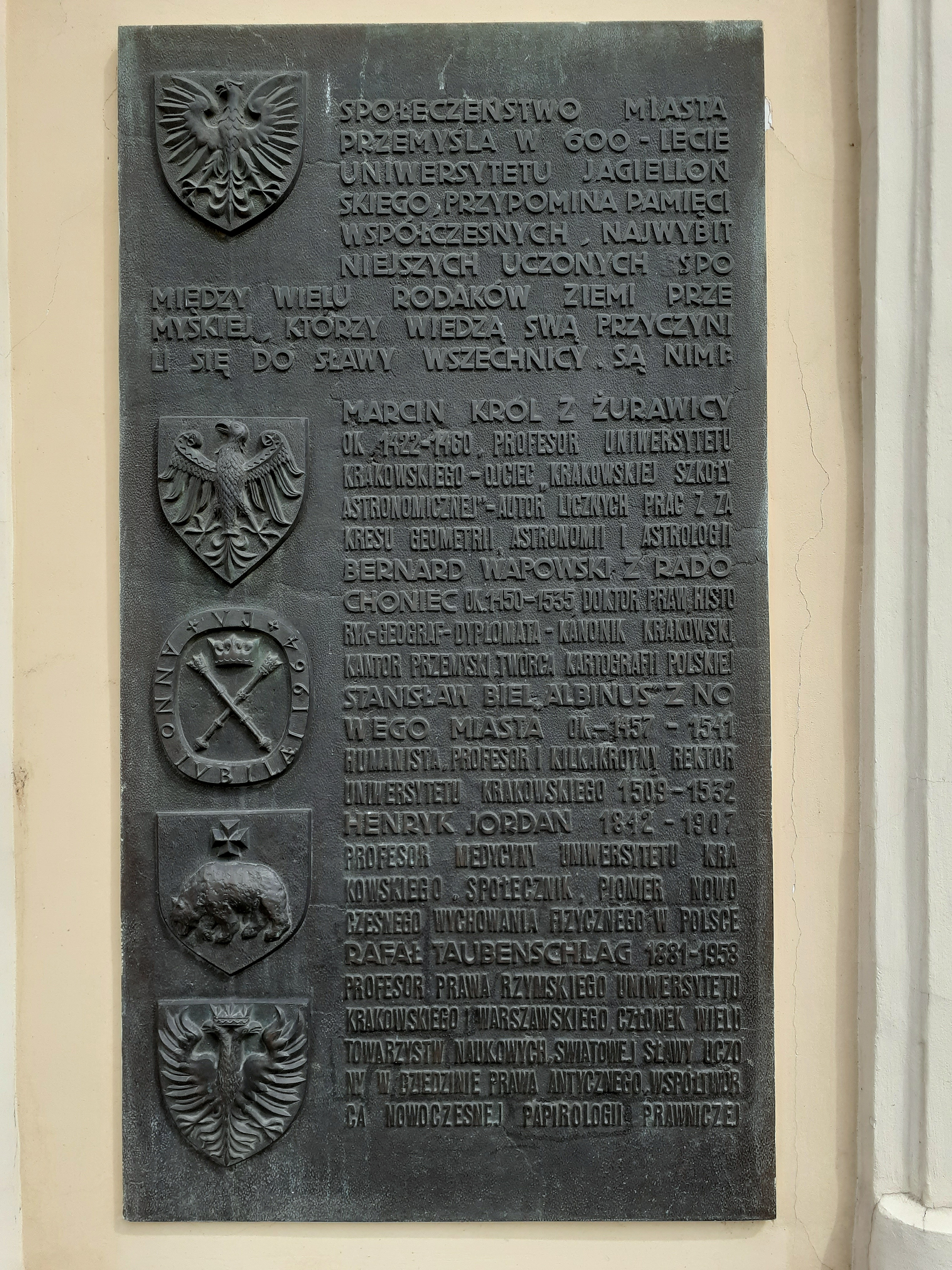
Wzmianka o Stanisławie Bielu na tablicy w ratuszu w Przemyślu

Stanisław Biel, przydomek „Albinus” oraz z Nowego Miasta (ur. ok. 1457, zm. 27 sierpnia 1541) – polski humanista, profesor oraz rektor Akademii Krakowskiej w latach 1509-1510, 1517-1518, 1521-1522, 1531-1532, 1533